# شهرک انقلاب (پاکدشت)
شهرک انقلاب (پاکدشت)، شهرکی از توابع بخش مرکزی شهرستان پاکدشت در استان تهران ایران است.

## جمعیت
این شهرک در محله  حصارامیر قرار دارد و براساس سرشماری مرکز آمار ایران در سال ۱۳۸۵، جمعیت آن ۱۰٬۳۴۴ نفر (۲٬۴۵۶خانوار) بوده‌است.